# Saison 2013 des Giants de San Francisco
La saison 2013 des Giants de San Francisco est la 129e saison en Ligue majeure de baseball pour cette franchise et la 56e depuis le transfert des Giants de la ville de New York à celle de San Francisco.
Minés par d'inhabituels problèmes au monticule, les Giants sont incapables de défendre leur titre de champions de la Série mondiale 2012 et connaissent leur première saison perdante depuis 2008. Ils subissent 18 défaites de plus que l'année précédente et, avec 76 gains contre 86 revers, glissent au 3e rang de la division Ouest de la Ligue nationale. Sur le plan individuel, Hunter Pence est le meilleur joueur du club en offensive et Tim Lincecum réussit en juillet un match sans point ni coup sûr. Les contrats des deux joueurs sont renouvelés à l'automne.

## Contexte
Les Giants connaissent en 2012 une 4e saison gagnante de suite, remportent huit parties de plus qu'en 2011 et présentent leur meilleur fiche victoires-défaites (94-68) en saison régulière depuis 2003. Ils remportent pour la seconde fois en trois ans le titre de la division Ouest de la Ligue nationale, alors qu'ils devancent par 8 parties les Dodgers de Los Angeles. La saison est marquée notamment par le match parfait lancé par Matt Cain. San Francisco, de retour en séries éliminatoires pour la première fois depuis leur triomphe en Série mondiale 2010, amorce les matchs d'après-saison du mauvais pied en perdant les deux premières rencontres de leur Série de divisions contre Cincinnati, mais ils enlèvent les trois matchs suivants pour passer en Série de championnat de la Ligue nationale. Là, ils laissent les Cardinals de Saint-Louis prendre les devants 3 victoires à 1, pour finalement les vaincre dans la limite de 7 parties. Les Giants gagnent leur deuxième Série mondiale en trois ans lorsqu'ils balaient en quatre matchs les champions de la Ligue américaine, les Tigers de Détroit.
Le receveur Buster Posey, de retour en 2012 après une sérieuse blessure, est nommé joueur par excellence de la Ligue nationale pour la saison 2012.

## Intersaison

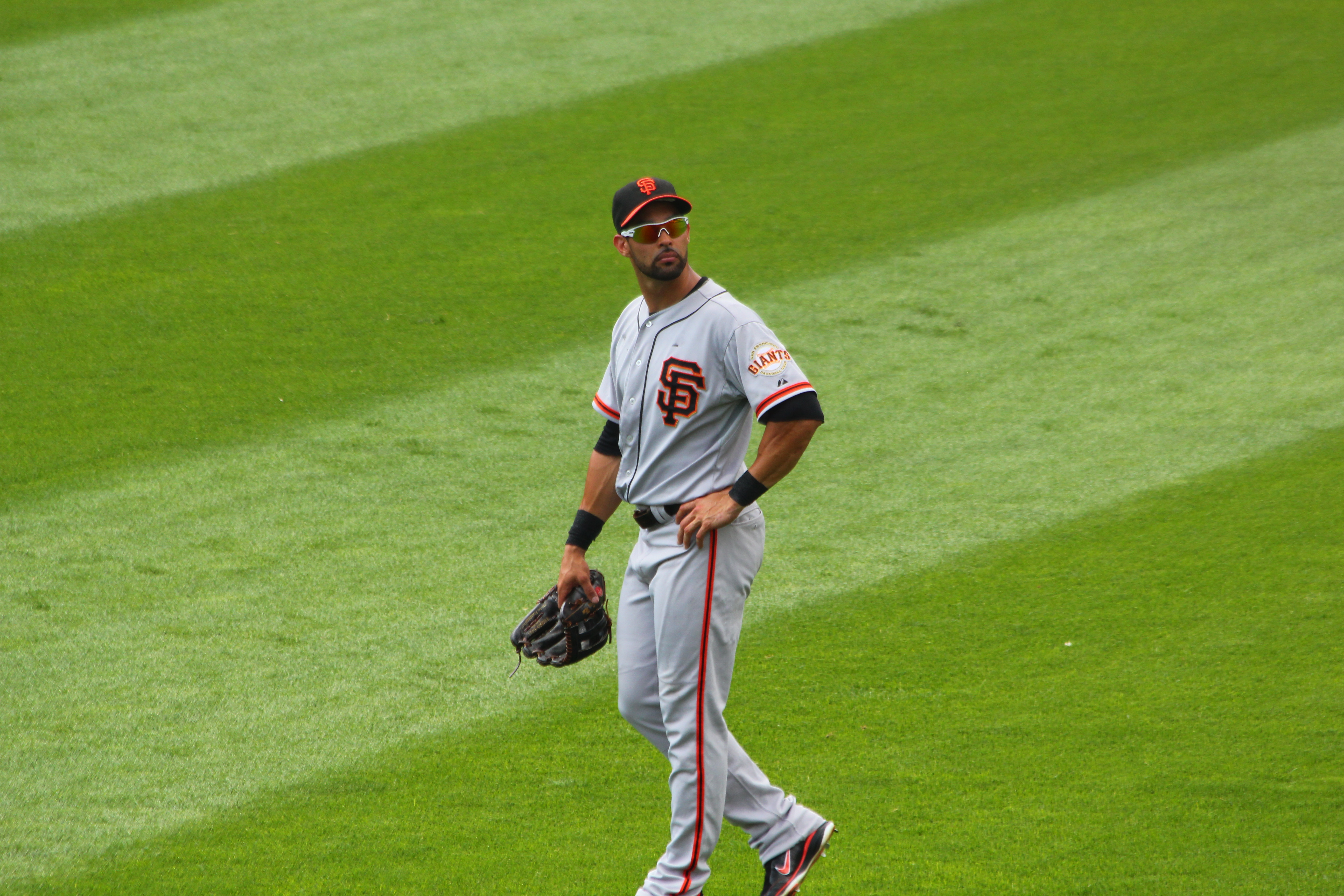
Ángel Pagán signe un contrat de 4 ans avec les Giants.

Les Giants apportent peu de changements à leur formation pour la saison 2013. Les champions en titre du baseball majeur se concentrent principalement à remettre sous contrat des joueurs de l'édition 2012 devenus agents libres, où de prolonger les contrats de certains. C'est le cas pour Ángel Pagán, Marco Scutaro, Sergio Romo, Jeremy Affeldt et Santiago Casilla. En revanche, ils laissent partir le lanceur de relève Brian Wilson, qui n'a lancé que deux manches en 2012 avant de se blesser, et le joueur de deuxième but Freddy Sanchez, absent du jeu depuis une sérieuse blessure subie au printemps 2011. Aubrey Huff n'est pas remis sous contrat après deux saisons décevantes.
Deux joueurs de l'édition championne des Giants de 2010 reviennent à San Francisco : le voltigeur Andrés Torres et le lanceur de relève Ramon Ramirez, qui ont tous deux évolué chez les Mets de New York en 2012. Le lanceur droitier Sandy Rosario est réclamé au ballottage des Cubs de Chicago et le joueur de champ intérieur Tony Abreu s'amène par le même procédé après un passage chez les Royals de Kansas City.

## Calendrier pré-saison
L'entraînement de printemps des Giants se déroule du 23 février au 30 mars 2013.

## Saison régulière
La saison régulière des Giants se déroule du 1er avril au 29 septembre 2013 et prévoit 162 parties. Elle débute par une visite aux Dodgers de Los Angeles puis la saison locale au AT&T Park de San Francisco débute le 5 avril avec le passage des Cardinals de Saint-Louis.

### Juillet
- 13 juillet : Tim Lincecum réussit un match sans point ni coup sûr dans la victoire de 9-0 des Giants sur les Padres à San Diego[4].

### Septembre
- 6 septembre : À San Francisco, le lanceur des Giants Yusmeiro Petit vient à une seule prise de réussir un match parfait lorsqu'il accorde un coup sûr à Eric Chavez des Diamondbacks de l'Arizona après deux retraits en 9e manche[15].
- 30 septembre : Hunter Pence des Giants est nommé meilleur joueur du mois de septembre dans la Ligue nationale[16].

### Classement
| Ligue nationale (Division Ouest) | V  | D  | %    | Diff. | Diff. (séries) |
| -------------------------------- | -- | -- | ---- | ----- | -------------- |
| Dodgers de Los Angeles           | 92 | 70 | ,568 | -     | -              |
| Diamondbacks de l'Arizona        | 81 | 81 | ,500 | 11    | 9              |
| Padres de San Diego              | 76 | 86 | ,469 | 16    | 14             |
| Giants de San Francisco          | 76 | 86 | ,469 | 16    | 14             |
| Rockies du Colorado              | 74 | 88 | ,457 | 18    | 16             |

## Affiliations en ligues mineures
| Niveau            | Équipe                       | Ligue                         |
| ----------------- | ---------------------------- | ----------------------------- |
| AAA               | Grizzlies de Fresno          | Ligue de la côte du Pacifique |
| AA                | Flying Squirrels de Richmond | Eastern League                |
| A-Advanced        | Giants de San Jose           | California League             |
| A                 | GreenJackets d'Augusta       | South Atlantic League         |
| A (saison courte) | Salem-Keizer Volcanoes       | Northwest League              |
| Ligue des recrues | Arizona League Giants        | Arizona League                |
| Ligue des recrues | DSL Giants                   | Dominican Summer League       |